# Филакту, Герасимос
Герасимос Филакту (греч. Γεράσιμος Φυλακτού; 24 июля 1991, Никосия, Кипр) — кипрский футболист, полузащитник клуба «Эрмис» и сборной Кипра.

## Биография

### Клубная карьера
Начинал профессиональную карьеру в составе клуба «Дигенис Акритас», с которым провёл два сезона во второй лиге Кипра, а после сезон в третьей лиге. В 2012 году подписал контракт с клубом высшей лиги «Алки». В его составе выступал на протяжении двух лет и провёл 36 матчей в высшей лиге. После расформирования команды, перешёл в другой клуб высшей лиги «Омония» (Никосия). Сезон 2017/18 отыграл в аренде за клуб «Пафос».

### Карьера в сборной
Впервые был вызван в сборную Кипра в ноябре 2017 года на товарищеские матчи со сборными Грузии и Армении. Дебютировал за сборную 10 ноября в матче против Грузии, в котором вышел на замену на 65-й минуте вместо Венсана Лабана.